# Leone Giacomo Ossola
Leone Giacomo Ossola (Vallo di Caluso, 12 maggio 1887 – Brescia, 17 ottobre 1951) è stato un arcivescovo cattolico italiano.

## Biografia

### Giovinezza e formazione
Giacomo Ossola nacque a Vallo, frazione di Caluso il 12 maggio 1887. A dieci anni entrò nell'Ordine dei frati minori cappuccini, dove nel 1903, dopo aver pronunciato i voti, assunse il nome di Leone. Compì il noviziato a Racconigi e proseguì i suoi studi a Busca e Revello. A Roma si diplomò all'Istituto Leoniano di Alta Letteratura e conseguì il baccellierato canonico in teologia. Venne ordinato sacerdote il 28 ottobre 1909 a Torino.

### Primi anni di attività
In seguito fu mandato nuovamente a Busca come direttore e professore dello studentato dei Frati Cappuccini del Piemonte, insegnando in diverse scuole in provincia di Cuneo. Nel 1919 divenne vicesegretario generale dell'Ordine dei frati minori cappuccini.

### A Roma
Nel 1922 divenne parroco a San Lorenzo al Verano a Roma, basilica affidata alla cura dei Cappuccini del Piemonte. Vista l'estensione della parrocchia, padre Leone da Caluso si adoperò per la costruzione di una nuova chiesa e di una nuova parrocchia. Nel dicembre 1934 furono completati i lavori per la Chiesa di Sant'Ippolito di cui divenne il primo parroco.
Fu nominato Camerlengo di Roma e papa Pio XI gli affidò l'incarico di predicare gli esercizi spirituali in Vaticano nel 1933.

### In Etiopia
Il 22 settembre 1937 venne nominato vicario apostolico di Harar, in Etiopia, e vescovo titolare di Salona. Il 17 ottobre 1937 fu consacrato vescovo nella Basilica di San Lorenzo fuori le mura dal cardinale Pietro Fumasoni Biondi. In Etiopia fece costruire il seminario, la cattedrale, numerose chiese, orfanotrofi, lebbrosari e fondò anche un monastero di suore.

### A Novara
A causa del conflitto, non potendo più stare in Africa, il 19 ottobre 1943 papa Pio XII lo nominò amministratore apostolico di Novara. In questo ruolo non fu tenuto a prestare giuramento alla RSI e poté attivarsi in numerose azioni a beneficio degli oppositori politici imprigionati e in generale della popolazione oppressa dal regime. Si guadagnò di conseguenza la nomea di vescovo dei partigiani e le autorità nazifasciste iniziarono a diffidare di lui.

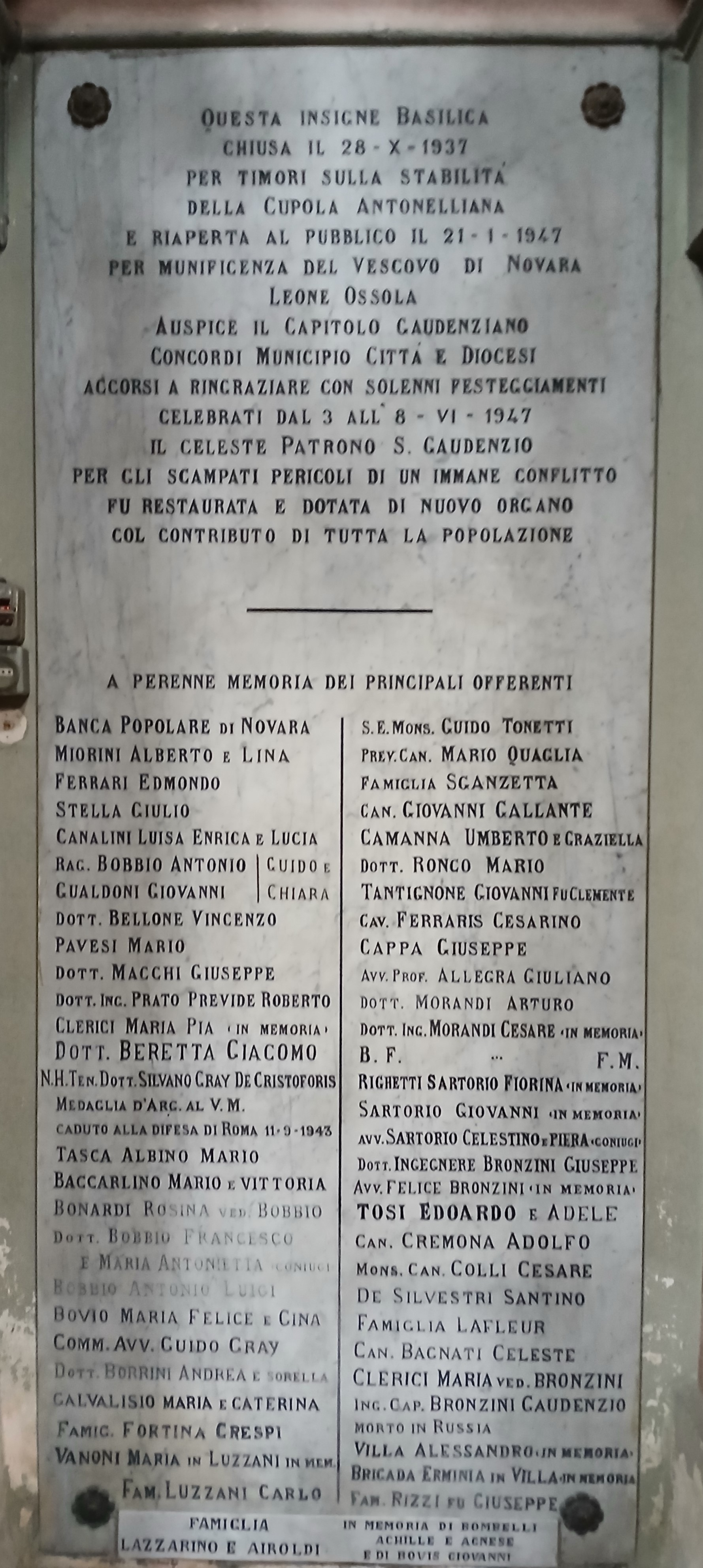
Leone Ossola ricordato nel duomo di Novara

Nei convulsi giorni della Liberazione si adoperò anche per alleviare i patimenti di coloro che, presi prigionieri dai partigiani, subivano dure rappresaglie. Un esempio ricordato dal suo segretario Carlo Brugo, in cui prese le parti delle donne del Servizio Ausiliario Femminile:
(Dalle memorie di Monsignor Carlo Brugo)
Il 9 settembre 1945 fu nominato vescovo di Novara. Il suo impegno per la città di Novara e per l'intera diocesi durante gli anni della Seconda Guerra Mondiale, e in particolare nei giorni della liberazione, gli guadagnarono il titolo di Defensor Civitatis.

### Ultimi anni
Dimessosi dalla diocesi gaudenziana il 12 giugno 1951, fu nominato arcivescovo titolare di Gerapoli in Frigia. Morì a Brescia il 17 ottobre 1951 ed è sepolto nella cripta della Cattedrale di Novara.

## Genealogia episcopale
La genealogia episcopale è:
- Cardinale Scipione Rebiba
- Cardinale Giulio Antonio Santori
- Cardinale Girolamo Bernerio, O.P.
- Arcivescovo Galeazzo Sanvitale
- Cardinale Ludovico Ludovisi
- Cardinale Luigi Caetani
- Cardinale Ulderico Carpegna
- Cardinale Paluzzo Paluzzi Altieri degli Albertoni
- Papa Benedetto XIII
- Papa Benedetto XIV
- Papa Clemente XIII
- Cardinale Marcantonio Colonna
- Cardinale Giacinto Sigismondo Gerdil, B.
- Cardinale Giulio Maria della Somaglia
- Cardinale Carlo Odescalchi, S.I.
- Cardinale Costantino Patrizi Naro
- Cardinale Serafino Vannutelli
- Cardinale Domenico Serafini, Cong. Subl. O.S.B.
- Cardinale Pietro Fumasoni Biondi
- Arcivescovo Leone Giacomo Ossola, O.F.M. Cap.

## Riconoscimenti
Il comune di Novara ha più volte espresso riconoscenza verso Leone Ossola:
- su iniziativa di Cronilde Del Ponte Musso (conosciuta semplicemente come Rina Musso), il 25 aprile 1957 è stato inaugurato un monumento bronzeo che lo ritrae, opera dello scultore novarese Edoardo Tantardini, in viale IV novembre, presso il parco dell'Allea[10][11][5];
- una via gli è stata intitolata in centro, al termine di via S. Adalgiso[12];
- nel 2018, in occasione dell'inaugurazione del Giardino dei Giusti presso il parco dell'Allea, Leone Ossola è stato il primo dei giusti ricordati[13].